# Duritka

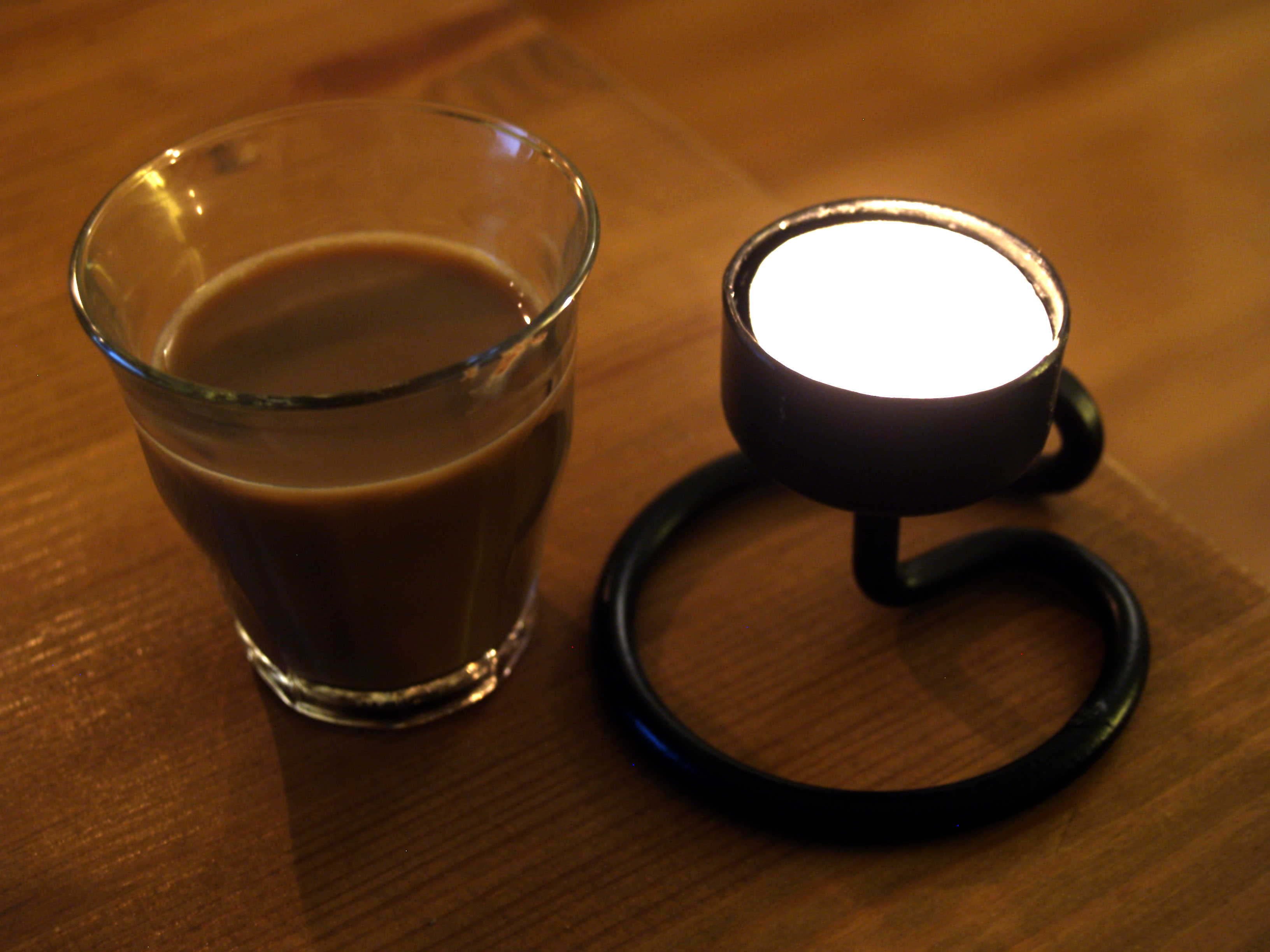
Duritka con café

Duritka es un término del argot (especialmente de cocina) para un objeto (por ejemplo, vidrio, recipiente, etc.) hecho de un vidrio especial. En un sentido más estricto, solo los vasos hechos del vidrio mencionado anteriormente están marcados de esta manera.
De 1914 a 1996, las gafas Durit fueron producidas por la fábrica del vidrio Rudolfova huť en la localidad de Dubí, Ústí nad Labem, Bajo la marca Durit se produjeron vasos, tazones para ensaladas, tazas de café con platillos, posavasos de vidrio y otros productos de vidrio. Pero también hubo diferentes variaciones de color en los productos.

## Vidrio
El mencionado vaso aguanta temperaturas más altas, por lo que se puede utilizar, por ejemplo, como vaso de café. Además, el vidrio se caracteriza por su alta resistencia, pero no es completamente irrompible: puede romperse bajo presión, golpear el borde superior y caer sobre un piso de piedra. Sus fragmentos se rompen en miles de pedazos y no suelen tener bordes afilados.

## Principio de producción

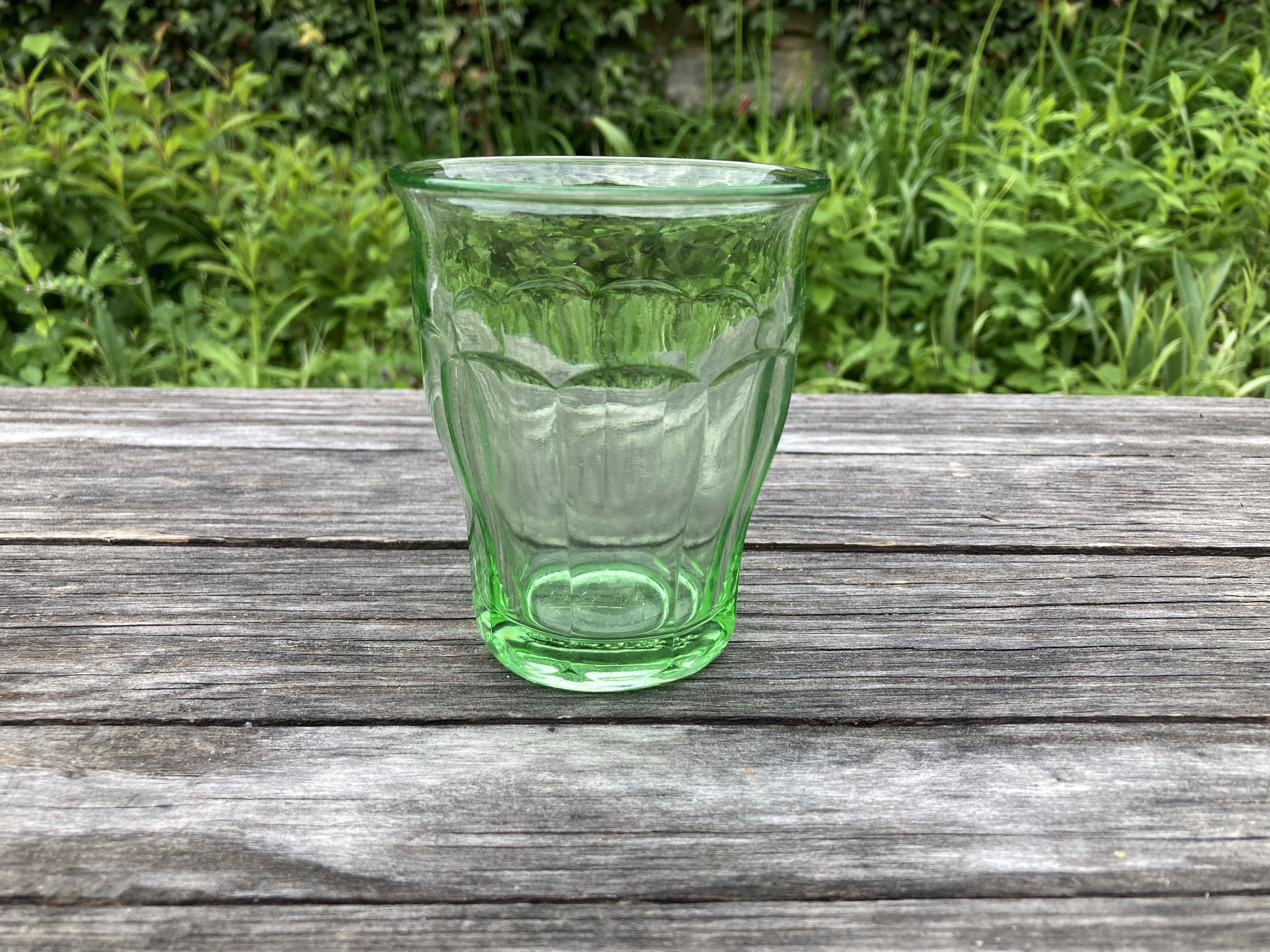
Duritka

Los productos de vidrio ordinarios deben enfriarse ligeramente para que no se agrieten. En siglo XIX, sin embargo, llegó la invención del vidrio templado. El enfriamiento rápido de la masa de vidrio al rojo vivo le dará al vidrio una resistencia extraordinaria, y este es el principio detrás de la producción de tubos.
Inicialmente, vidrieros enfriaba el vidrio con agua, luego con aire. En Teplice se les ocurrió su propia idea, siendo los únicos en el mundo en enfriar prensados aún calientes en aceitei.

## Origen de la marca Durit
La marca Durit fue registrada por la fábrica del vidrio Rudolfova huť en julio y 1914. La marca comercial probablemente se creó de acuerdo con la terminología musical, que indica una escala dura con la palabra "Dur".